# Arenys de Mar
Arenys de Mar es un municipio de la provincia de Barcelona, Cataluña, España, situado en la comarca del Maresme. Cuenta con una población de 16 642 habitantes (INE 2024).
Está situado en la finalización de la riera de Arenys, que lo conecta con el interior pasando por Arenys de Munt. Se encuentra también cerca del macizo del Montseny y el parque natural del Corredor-Montnegre. Como en todas las poblaciones costeras de la comarca del Maresme cruzan el municipio, entre el casco urbano y el mar, la N-II y la línea ferroviaria del Maresme.
Es un importante puerto pesquero, el principal de la provincia y recreativo, tanto es así que el puerto y sus servicios es el motor principal de la economía del municipio.

## Historia

Situación de Arenys de Mar en la comarca de Maresme

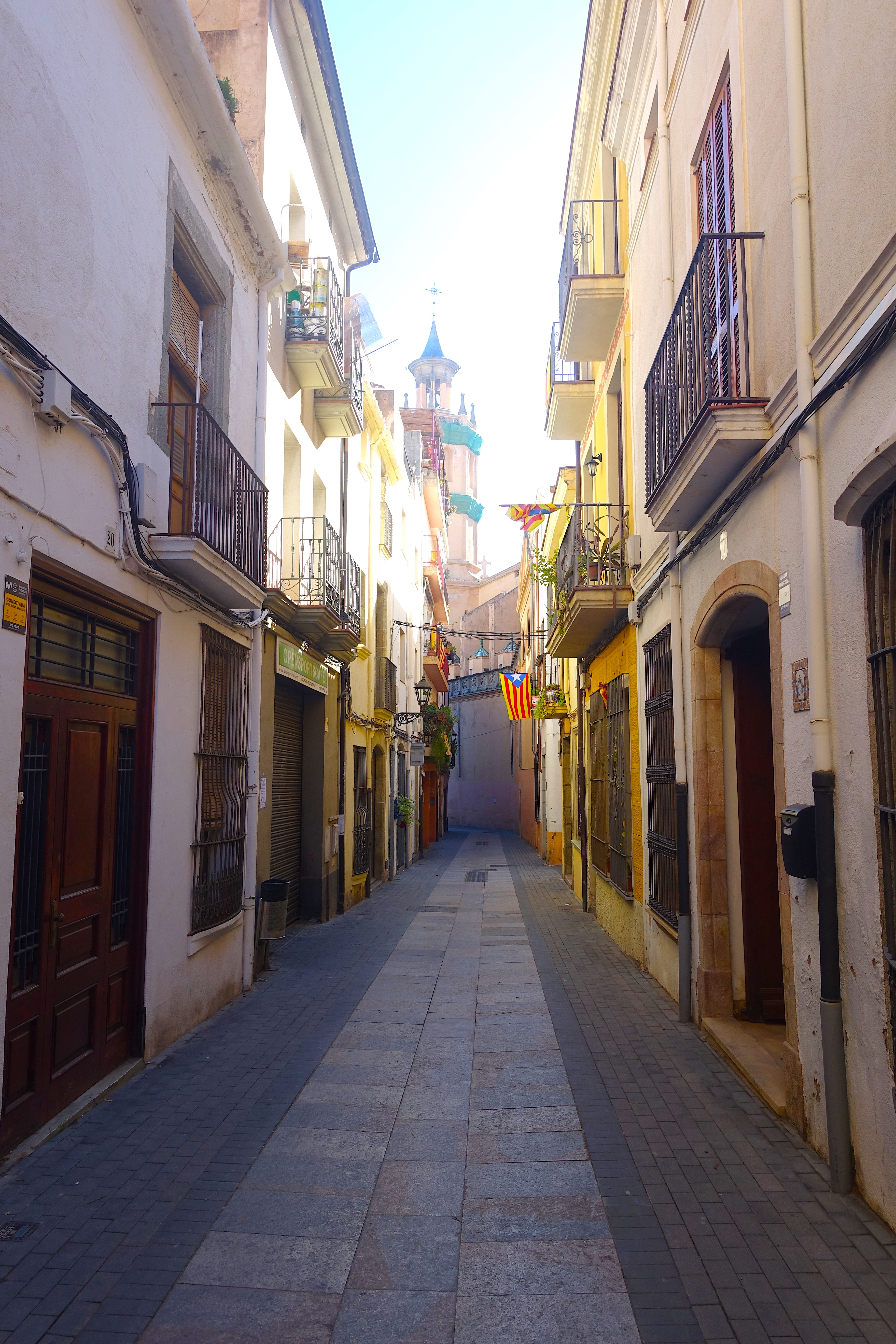
Calle en Arenys de Mar

Santa María de Arenys, hoy Arenys de Mar, es un municipio joven en comparación con otras poblaciones de Cataluña: solo tiene 400 años. Es villa desde el año 1599, y tuvo una gran importancia marítima durante los siglos XVIII y XIX. El puerto de Arenys, durante muchos años el único existente en toda la costa norte de Barcelona, es el ejemplo más evidente de la larga historia y tradición marinera de la población.
En la Edad Media Arenys fue una bahía cerrada a levante por las rocas del Portinyol, que formaban un puerto natural. Los alrededores estaban cubiertos de bosques de encinas y robles. La zona era deshabitada debido a los peligros de la costa: piratería, por lo que tuvieron que edificarse torres de defensa.
Al final del siglo IX, ya había un núcleo de población alrededor de la iglesia de San Martín, que más tarde se llamaría iris de Arenys, ya que arenal significa arenal de arroyo. Es el actual Arenys de Munt.
A partir del siglo XIII algunos habitantes se establecen en la costa para llevar a cabo actividades relacionadas con el mar: pesca, construcción de barcos y transporte marítimo a varios puertos del Mediterráneo occidental. Trescientos años después, el vecindario de la ribera ya tiene más de cien casas, se han abierto varias calles y se ha construido la capilla de San Telmo, cerca de donde está la iglesia actual. Poco después se edifican las ermitas de la Piedad y del Calvario.

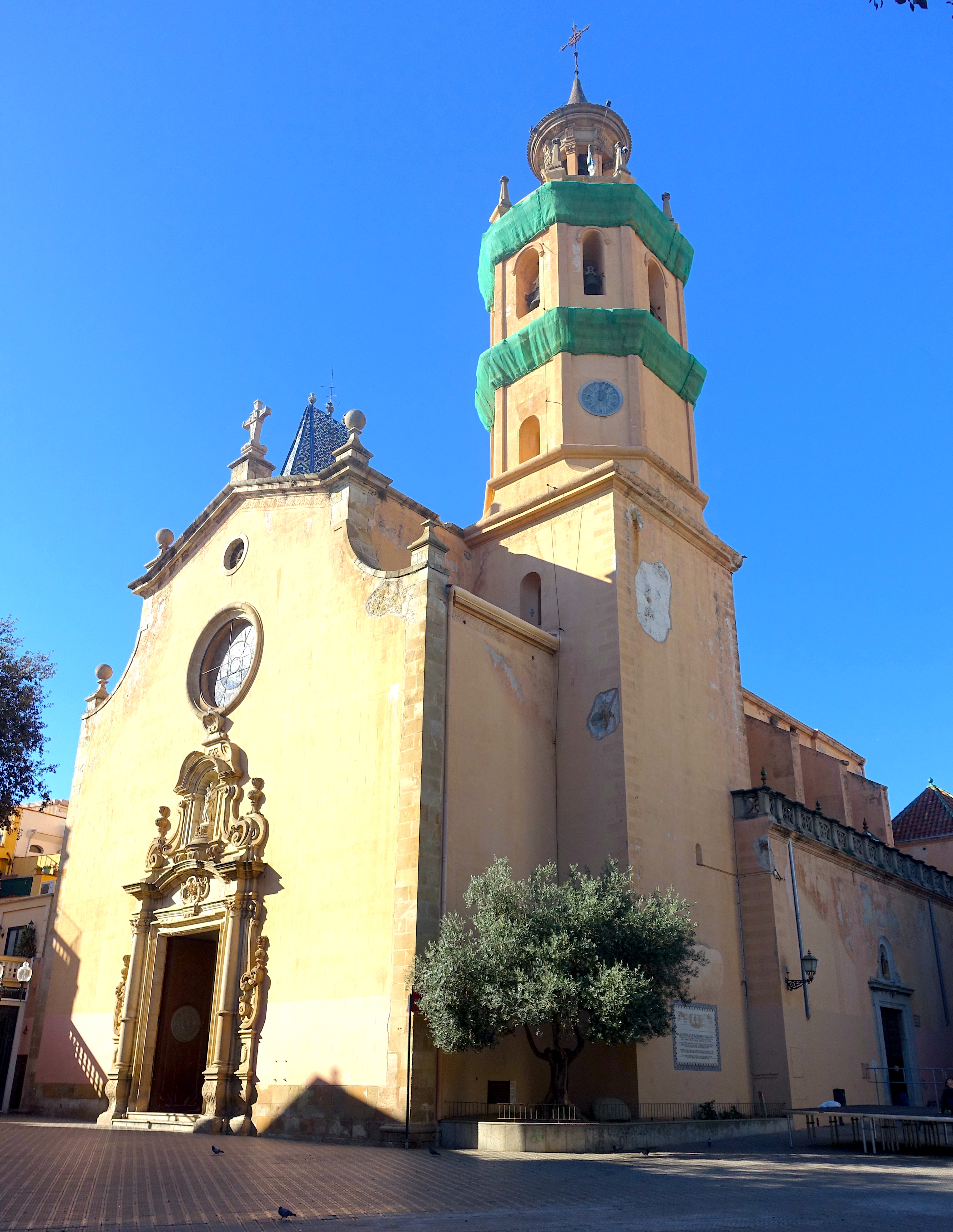
Iglesia de Santa María

El barrio marítimo adquirió más seguridad con la edificación de varias torres fortificadas. Estas torres, que con el tiempo llegarán a ser trece, son defendidas por la población civil, y sirven para alertar a la población de la presencia de naves piratas, para refugiarse y para fustigarlos durante el ataque, con toda tipo de armas.
En 1574, el Gobernador General del Vizcondado de Cabrera, concede permiso a los habitantes de la Ribera, para reunirse separadamente de los iris. Se eligen dos síndicos que, al año siguiente, en 1575, obtienen licencia del obispo de Gerona para edificar una iglesia propia. El nuevo templo es dedicado a Santa María de Arenys.
En 1599, Gastón de Montcada, vizconde de Cabrera, fija el término de la parroquia de mar y le concede un régimen municipal. Ese mismo año, el barrio de la ribera elige por primera vez su Consejo. Se ha constituido, pues, el Consejo Municipal de Santa María de Arenys. La banderita que se iza en el campanario el primer domingo de mayo de cada año es símbolo del nuevo municipio.
Santa María de Arenys a falta de símbolos, fija en su escudo: un endrino encima del mar, ya que Arenys sonaba muy parecido al arbusto conocido como endrino. También a falta de un patrón y teniendo las reliquias del cuerpo de San Zenón, militar romano martirizado el siglo III. Se decide establecer en 1664 a San Zenón como su patrón y se celebra por primera vez su fiesta. Arenys ha cumplido con esplendor aquel lejano Voto de Villa, hasta la actualidad. Entre otros, San Zenon es el Patrón de Luzaga y de Fuentelsaz.
En el curso del siglo XVII se incrementa la construcción naval y la navegación. Como consecuencia crece el pueblo, que se estructura en torno a los cuatro calles principales: el de Arriba, hoy Andreu Guri; el de Abajo, conocido también como calle de los Señores, donde vivían las familias más distinguidas; la calle Ancha, actualmente Josep Anselm Clavé; y el de la Perera, ahora Obispo Catalán.
La vida social gira en torno a dos poderosas cofradías. La Cofradía de Sant Elm, compuesta por marineros, y la de San Juan, que reúne agricultores y artesanos. Estas instituciones, compiten entre sí y llegan a pelearse alguna vez con armas de fuego.
Se mejora el sistema de protección contra los piratas. El 13 de febrero de 1624, una nave de Arenys captura un barco pirata turco. Atraídos por el progreso de Arenys, se establecen los Padres Capuchinos, en 1618.
Entretanto, se termina la construcción de la iglesia y se embellecen las capillas laterales con bonitos retablos. El prestigioso artista arenyenc, Antoni Joan Riera, proyecta el retablo del altar mayor, de estilo renacentista. Pero una vez acabado el zócalo los trabajos quedan interrumpidos. La iglesia es consagrada en 1686, por el obispo de Vic, hijo de Arenys, Antoni Pascual y ocio. Para conmemorar la consagración se quema una barrica cada 29 de junio.
Durante la Guerra de Sucesión, Arenys de Mar se posicionó muy pronto por la causa austracista, apoyando a los vigatans y por tanto el Pacto de Génova que selló la alianza entre el reino de Inglaterra y los vigatans en nombre del Principado de Cataluña, y que dio el impulso definitivo a la rebelión austracista de Cataluña que culminó con la entrada del archiduque Carlos en Barcelona en octubre de 1705.  A pesar de la victoria del bando austracista, Arenys de Mar sufrió las consecuencias del conflicto, en parte, por el aumento de las demandas de contribuciones económicas que el bando austracista requería para hacer frente a la guerra.
Una vez se firmó el Tratado de Utrecht, con la retirada de las tropas aliadas, las tropas de Felipe V se refugiaron en Mataró para iniciar el sitio de Barcelona. Debido a su situación geográfica entre Barcelona y Gerona, Arenys de Mar pasó a ser escenario de varias operaciones militares, ya que era una villa codiciada por ambos bandos. A las demandas económicas exigidas por el bando austracista se sumaría el requerimiento de alojar soldados y la presión de saqueo por parte del bando borbónicos.
Varias disposiciones de Carlos III, que culminan en 1778, permiten a Cataluña comerciar directamente con las colonias americanas. Se inicia una etapa gloriosa de la navegación catalana, que durará casi cien años, en la que Arenys de Mar es una parte importante. La Guerra de la Independencia, iniciada en 1808, representó una frenada a este progreso. Al caer Gerona en manos de Napoleón, Arenys se convierte en jefe del corregimiento gerundense y deviene el núcleo estratégico de primer orden para las tropas del país, que mantienen la población libre del dominio francés durante casi toda la guerra.
En 1936, estalla la guerra civil española. En el descontrol de los primeros momentos se producen algunos asesinatos y saqueos de edificios religiosos con la pérdida de muchas obras de arte. Se queman los retablos de la iglesia y se mutila el retablo mayor.
Durante la guerra, se colectivizan las industrias y algunas se reconvierten el factorías bélicas. Por eso, la ciudad es castigada con bombardeos. El 30 de enero de 1939, las tropas franquistas se apoderan de la población.

## Geografía
Integrado en la comarca del Maresme, se sitúa a 44 kilómetros de Barcelona. El término municipal está atravesado por la Autopista del Maresme (C-32) y por la antigua carretera N-II entre los pK 655 y 658, además de por la carretera C-61 que conecta con Arenys de Munt. 
El relieve del municipio está caracterizado por la franja costera del Maresme situada entre Canet de Mar y Caldas d'Estrac. La riera de Arenys cruza el municipio procedente de la cercana Cordillera Litoral. La altitud oscila entre los 120 metros y el nivel del mar. El pueblo se alza a 13 metros sobre el nivel del mar. 
| Noroeste: Arenys de Munt      | Norte: Arenys de Munt | Noreste: Canet de Mar     |
| Oeste: Sant Vicenç de Montalt |                       | Este: Canet de Mar        |
| Suroeste: Caldes d'Estrac     | Sur: Mar Mediterráneo | Sureste: Mar Mediterráneo |

## Demografía
Arenys de Mar cuenta con una población de 16 642 habitantes (INE 2024).
| Gráfica de evolución demográfica de Arenys de Mar entre 1842 y 2021                                                   |
| |
| Población de derecho según los censos de población del INE. Población de hecho según los censos de población del INE. |

- Evolución demográfica de Arenys de Mar desde 1497 hasta 2020[14]

| 1497   | 1515   | 1553   | 1717   | 1787   | 1857   | 1877   | 1887   | 1900   | 1910   |
| ------ | ------ | ------ | ------ | ------ | ------ | ------ | ------ | ------ | ------ |
| -      | -      | 121    | 1245   | 4253   | 5385   | 4671   | 4591   | 4618   | 4812   |
| 1920   | 1930   | 1940   | 1950   | 1960   | 1970   | 1981   | 1990   | 1992   | 1994   |
| 4869   | 5702   | 5475   | 6477   | 6665   | 8325   | 10 088 | 11 057 | 11 178 | 11 178 |
| 1996   | 1998   | 2000   | 2002   | 2004   | 2006   | 2008   | 2010   | 2012   | 2014   |
| 11 827 | 12 238 | 12 257 | 12 507 | 12 878 | 14 016 | 14 449 | 14 668 | 15 030 | 15 307 |
| 2016   | 2018   | 2020   | 2022   | 2024   | 2026   | 2028   | 2030   | 2032   | 2034   |
| 15 253 | 15 533 | 15 941 | -      | -      | -      | -      | -      | -      | -      |

## Economía

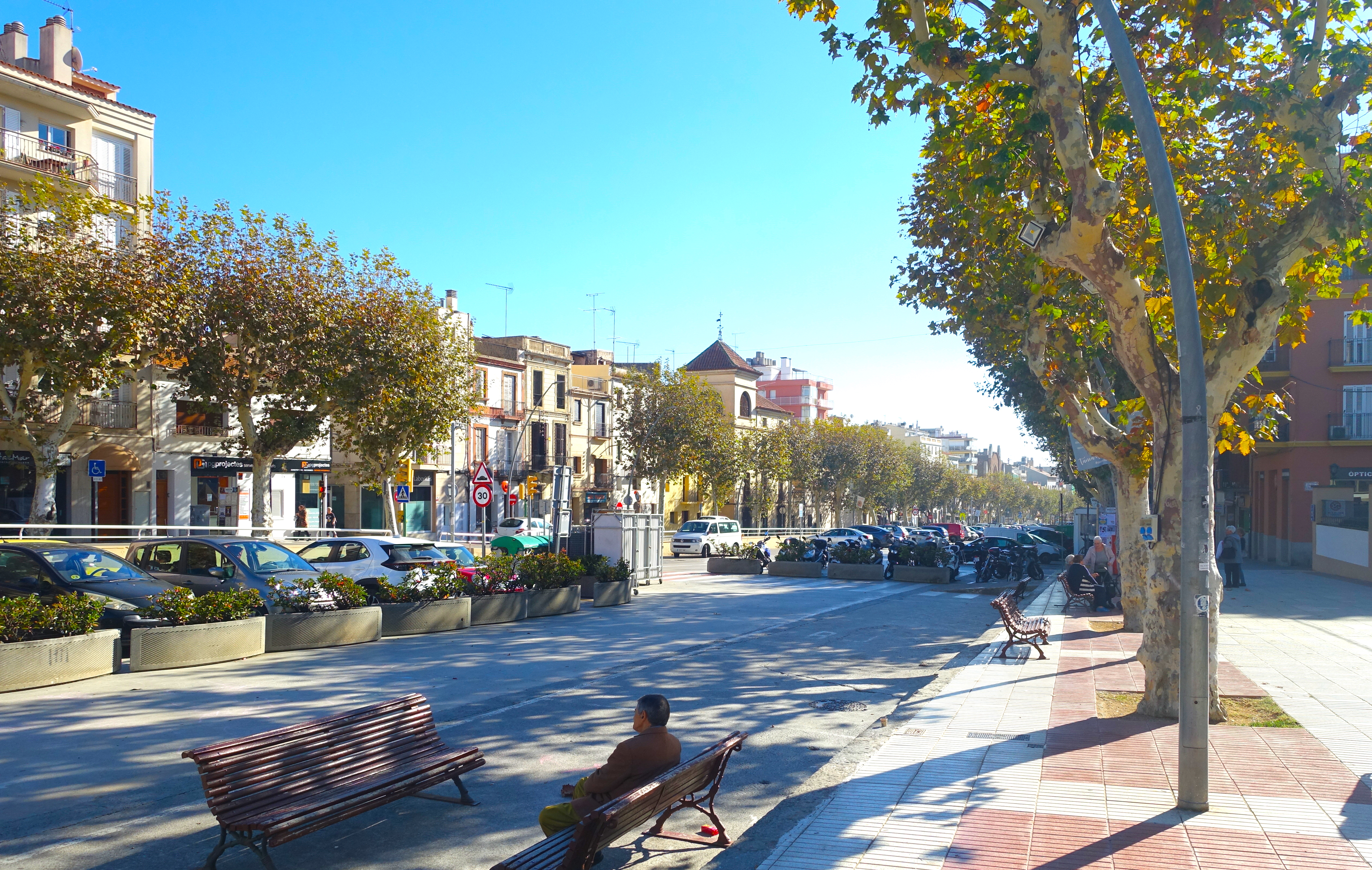
La Riera

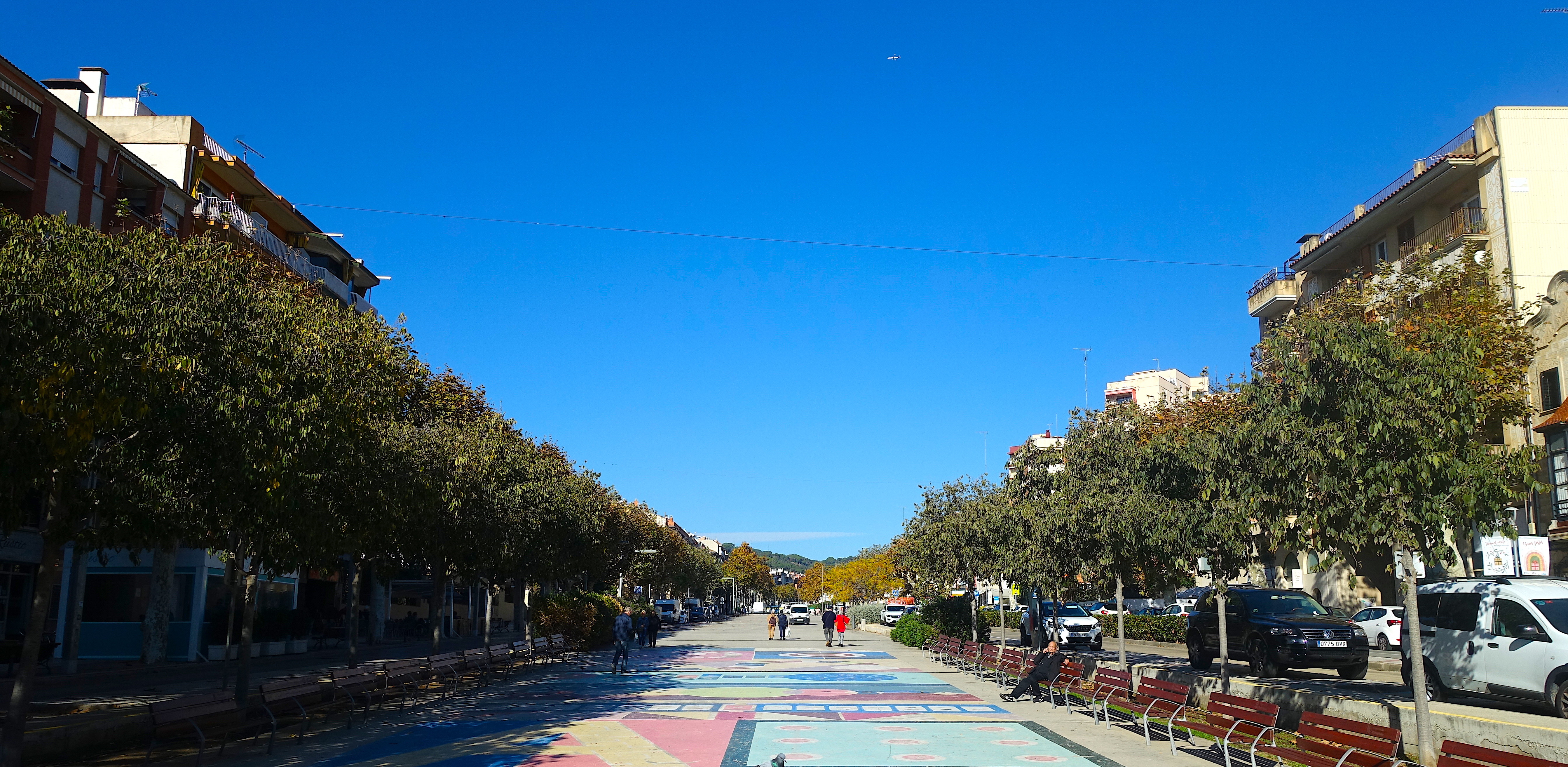
La Riera (norte)

El Puerto de Arenys de Mar, fundado en el año 1952, es uno de los más importantes de la costa catalana y del Maresme, ejemplo de la historia y tradición marinera de la población. La pesca y la industria, que se crea en el entorno del puerto, mueven una gran parte de la actividad económica de la población. El puerto concentra la mayoría de la flota pesquera de la zona. La subasta de pescado, que se realiza todas las tardes cuando regresan las barcas de pesca, conforma un espectáculo que atrae a curiosos y turistas. El pescado de la lonja es reconocido en toda Cataluña, especialmente las gambas. Durante el mes de octubre, los restaurantes locales, con el apoyo del ayuntamiento, organizan lo que se conoce como la Calamarenys, unas jornadas de carácter gastronómico cuyo principal protagonista es el calamar de Arenys de Mar.
El puerto dispone de un espacio propio para las embarcaciones de tipo deportivo. En época estival, son muchos los veleros que se detienen en este puerto, a su paso por el Mediterráneo. Los astilleros también son una importante industria local.
La Riera es el centro comercial de la villa y eje de toda la actividad. Y, como en las poblaciones costeras, sufre el efecto de las riadas en la época de lluvias. Hay dos filas, una cada lado, de plataneros, plantados para dar sombra en ambos sentidos de la circulación.
A mitad de la riera está enclavado el edificio de Calisay, una antigua destilería del licor de hierbas.

## Administración y política

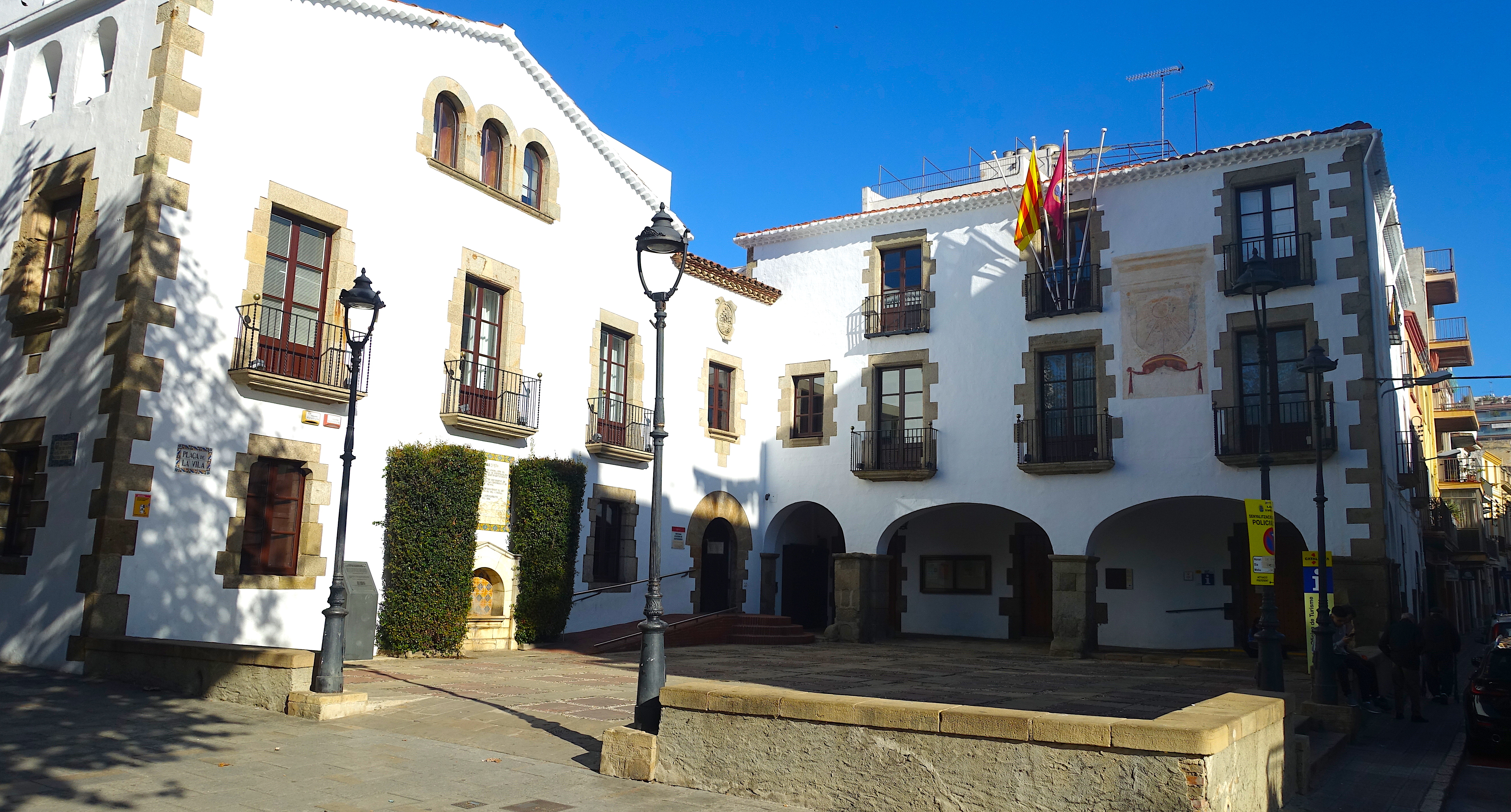
Ayuntamiento de Arenys de Mar

Los nuevos ayuntamientos democráticos, surgidos de la transición española, favorecen las actividades cívicas municipales de Cataluña. También, el historiador Josep Maria Pons i Guri da un fuerte impulso en el Archivo Histórico Fidel Fita, que guarda los fondos documentales más antiguos conservados en la comarca. Se abren dos secciones del Museo de Arenys de Mar municipal: la de Puntas, con una de las mejores colecciones de Europa, iniciada con una donación de Frederic Marès; y la de Mineralogía, donación de Joaquim Mollfulleda. El 17 de noviembre de 1996, se inaugura la nueva sede de la Biblioteca Padre Fidel Fita. En el curso de los años 90, la población se ha visto afectada por la ejecución de dos grandes obras de ingeniería: la prolongación de la autopista A-19 (ahora C-32) y la canalización y cubrimiento de la Riera. Con esta última obra se ha intentado solucionar el problema de las riadas, que periódicamente castigan al pueblo.
Con más de 15 000 habitantes, el Arenys actual es una población arraigada a sus tradiciones y con un elevado grado de identidad.
- Resultado de las elecciones municipales del año 2023.

| Partido         | Votos          | Concejales |
| --------------- | -------------- | ---------- |
| JXA             | 2.780 (42,43%) | 9          |
| ERC             | 887 (13,53%)   | 2          |
| PSC             | 844 (12,88%)   | 2          |
| CUP             | 809 (12,34%)   | 2          |
| AEC             | 604 (9,21%)    | 1          |
| PP              | 490 (7,47%)    | 1          |
| Votos nulos     | 141 (2,10%)    |            |
| Votos en blanco | 137 (2,09%)    |            |

## Cultura

### Fiestas y tradiciones
- 5 de enero - Nit de Naps i cols (Noche de nabos y coles). Festividad tradicional de Arenys de Mar en la que los jóvenes cuelgan nabos en los balcones de sus amores (las chicas) mientras que las chicas hacen lo propio con coles.

- 9 de julio-Sant Zenon Festividad al Patrón y Santo del Pueblo en la cual se realizan entre otras actividades las cercaviles de gegants en diversos momentos de las fiestas los geganters del pueblo pasean los 6 gigantes en distintos recorridos por las calles de la vila. En distintas partes del pueblo al anochecer se puede disfrutar de distintas orquestas así como del castillo de fuegos artificiales en la playa principal, platja de la picordia, donde también está instalada la feria.

- 14 de agosto-Cercavila nocturna los geganters pasean algunos gigantes en un largo recorrido nocturno en el cual participa toda la juventud del pueblo, se suelen hacer diversas paradas con bailes entre los gigantes y música acompañada de grallas y tambores. La fiesta acaba en el puerto de la localidad con bailes y orquesta

- 16 de agosto-Sant Roc los macips y las macipes del pueblo acompañados de grallas y tambores comienzan el día rellenando las "almorratxas" con agua de colonia en la misa del pueblo, posteriormente inician un recorrido que durara toda la mañana por todas las partes del pueblo, regando a todo el imprudente o todo aquel que lo quiera, dándole de esta manera suerte para todo el año. (Esta tradición viene "del vot de la vila" la promesa del pueblo al Santo para que los librara de la peste)

### Turismo
La oferta turística de Arenys, durante el período estival, está muy diversificada, ya que hay cámpines, casas de colonias, hostales y pensiones. Pero al ser una población costera, el turismo se concentra durante el verano, siendo mínimo en los meses de invierno.
El atractivo de las playas de Arenys radica en su extensión, muy prolongada, y en la arena gruesa que las recubre.